# Pierre de Boissat
Pierre de Boissat (* 1603 in Vienne; † 28. März 1662 ebenda) war ein französischer Übersetzer und Mitglied der Académie française. Er ist nicht zu verwechseln mit Pierre de Boissat (1556–1613).

## Leben und Werk

### Der Soldat
Pierre de Boissat war der Sohn des gleichnamigen Gräzisten und Historikers Pierre de Boissat (1556–1613). Er besuchte das Jesuitenkolleg in Vienne. 1621 brach er sein Jurastudium ab, um unter François de Bonne, duc de Lesdiguières im Dauphiné zu kämpfen. Dann ging er nach Malta, um gegen die islamischen Piraten zu kämpfen, musste aber unverrichteter Dinge zurückkehren. Er ging nach Paris und sorgte dort durch seine Persönlichkeit für Aufsehen. 1625 kämpfte er, wieder unter Lesdiguières, gegen Genua. Er erkrankte, genas in Vienne und ging 1627 wieder nach Paris. Dort war er bis 1637 im Dienste von Gaston de Bourbon, duc d’Orléans. Mit diesem kämpfte er auf der Insel Ré und vor La Rochelle und folgte ihm nach Lothringen. Dort wurde er einer der 26 bezahlten gentilhommes ordinaires des Herzogs. Von dort besuchte er Belgien und Holland. Er wurde in geheimer Mission nach Nancy geschickt. Nach weiteren Kämpfen kehrte er 1634 mit dem Herzog von Orléans nach Paris zurück. 

### Der Literat
In Paris lebte er am glänzenden Hof des Herzogs von Orléans in Gesellschaft von Tristan L’Hermite, Vincent Voiture, Vaugelas, Théophile de Viau, Nicolas Faret, Saint-Amant und anderen. Er gehörte 1634 zur ersten Staffel der Académie française (Sitz Nr. 31). 1637 hatte er in Grenoble an Karneval eine Auseinandersetzung mit dem Gouverneur der Dauphiné, François de Bonne de Créqui, comte de Sault (1596–1676), die ihn bewog, sich 1638 in das heimatliche Vienne zurückzuziehen. 1649 heiratete er dort. 1656 besuchte ihn die Königin Christine von Schweden. Gaspard de Lascaris († 1684), päpstlicher Vize-Legat in Avignon, übertrug ihm 1661 den Titel eines Pfalzgrafen (comte palatin), wegen seiner intensiven Missionierungsaktivitäten in seiner Heimat. Zu seinen Freunden gehörte Nicolas Chorier. Er starb 1662 im Alter von 58 Jahren.

### Der Autor
Zusammen mit seinem Freund Jean Baudoin besorgte er die Übersetzung der Fabeln des Äsop, die La Fontaine für seine Fabeln vorlag. Seine umfangreichen lateinischen Schriften (Geschichte und Poesie) wurden entweder nie gedruckt oder gingen verloren.

## Werke
- (Übersetzer) Les Fables d’Esope, Phrygien. Illustrées de discours moraux, philosophiques et politiques. Avec des reflexions morales par Jean Baudoin. Paris 1633. Brüssel 1669. Müller, München 1920. Bonnot, Paris 1988.